# Harai goshi

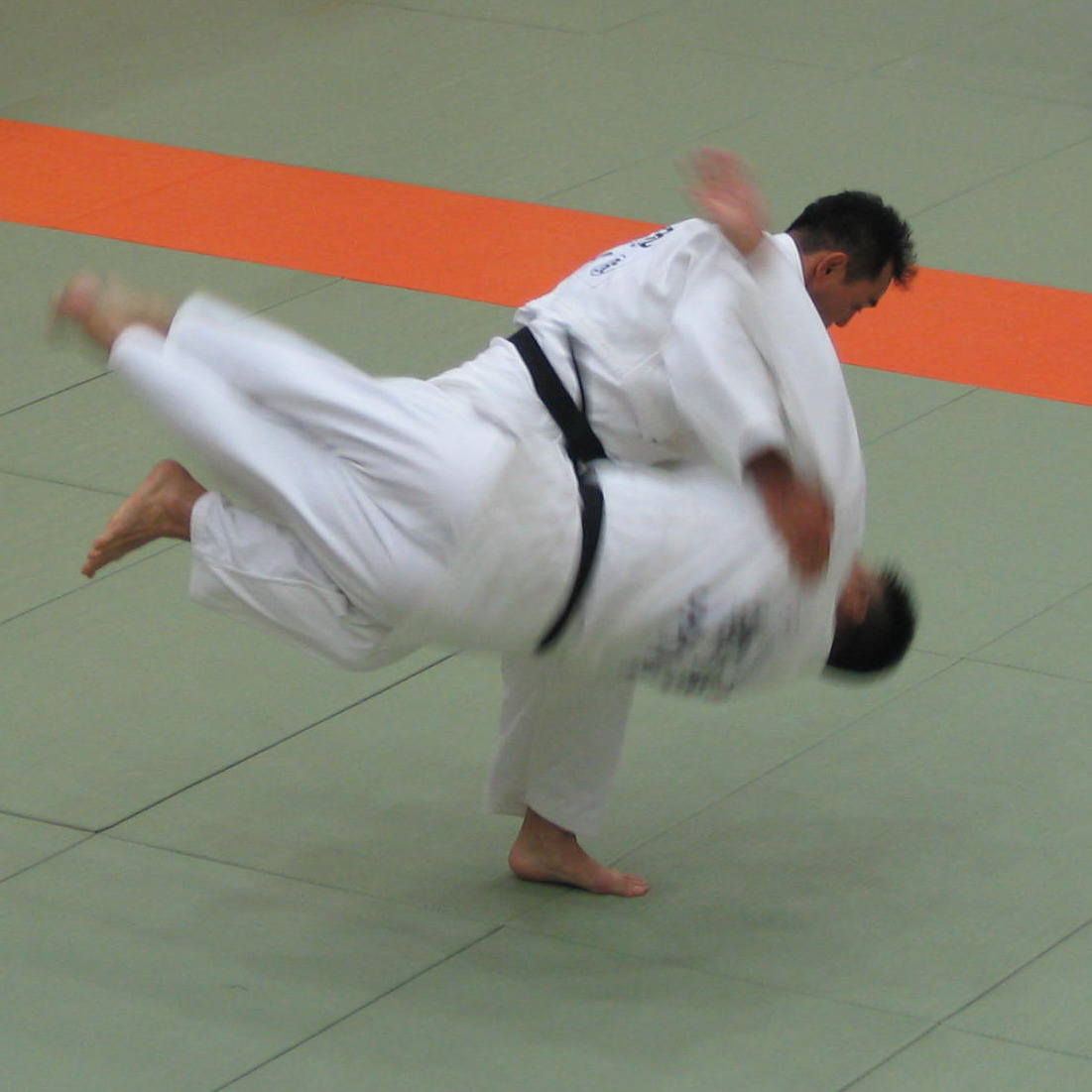
Harai goshi.

Harai goshi (払腰?) es una de las 40 técnicas originales de judo desarrolladas por Jigoro Kano. Pertenece al segundo grupo (Dai Ikkyo) de los movimientos del kodokan judo en el gokyo no waza, y es clasificada como técnica de cadera o koshiwaza.

## Ejecución
En este movimiento, el atacante (tori) se sitúa frente a frente con el defensor (uke) y apoya un brazo sobre uno de sus hombros y otro bajo el brazo del defensor. Desde esa posición, el atacante pasa el primer brazo tras el cuello del defensor y tira a la vez de su brazo con el segundo, haciéndole inclinarse hacia sí; entonces, el atacante extiende la pierna más cercana para formar una zancadilla ante las del defensor y, inclinándose hacia delante bruscamente, voltea lateralmente al defensor de espaldas al piso.